# 유수프 카바다이
유수프 카르한 카바다이(독일어: Yusuf Karhan Kabadayı, 튀르키예어: Yusuf Karhan Kabadayı 유수프 카르한 카바다이으[*], 2004년 2월 2일~)는 독일의 축구 선수로 포지션은 윙어, 공격수이다. 현재 분데스리가의 FC 아우크스부르크와 독일 U-20 축구 국가대표팀에서 활동하고 있다.

## 구단 경력

### 바이에른 뮌헨
카바다이는 2011년 아인트라흐트 뮌헨에서 축구 경력을 시작해 2012년 FC 바이에른 뮌헨에 입단했다. 그는 2022년 2월 18세가 된 후 FC 바이에른 뮌헨과 2024년까지 계약을 2년 더 연장했고 2023년 8월 3일 바이에른 뮌헨과 2025년까지 유효한 프로 계약을 체결했다.

### 샬케 04
바이에른 뮌헨과의 프로 계약 체결 이후 카바다이는 2023-24 시즌이 끝날 때까지 FC 샬케 04로 임대되었다. 임대 계약에는 완전 이적 조항이 포함되어 있다.

### FC 아우크스부르크
2024년 7월 4일, 바이에른 뮌헨은 카바다이가 바이에른 뮌헨에서 FC 아우크스부르크로 이적한다고 발표했다.

## 국가대표팀 경력
카바다이는 튀르키예 U-15 축구 국가대표팀과 튀르키예 U-16 축구 국가대표팀에서 뛴 후 17살에 국가대표 국적을 튀르키예에서 독일로 바꿔 독일 U-18 축구 국가대표팀, 독일 U-19 축구 국가대표팀에서 활동했다. 그는 2024년 기준으로 독일 U-20 축구 국가대표팀에서 활동하고 있다.

## 개인사
독일 뮌헨에서 태어난 카바다이는 튀르키예계 혈통을 가지고 있다.